# 蔵珠院
蔵珠院（ぞうしゅいん）は、徳島県徳島市国府町芝原に位置する寺院である。宗派は高野山真言宗。とくしま市民遺産選定。

## 歴史
平安時代初期、聖宝によって開基された。隣接する芝原八幡神社の別当寺として定められたと思われる。
戦国時代、阿波国の武将・久米義広の居城であった芝原城跡と伝えられる庭園があり、「心水の泉」と呼ばれる井戸がある（通称は「まいまい井戸」、「まいこみ泉」、「栄螺の泉」等）。
また書院造りの本堂、数奇屋、茶室といった徳島藩政時代の建築様式がいまも残っている。
寺の入り口横には木でできた標柱が立っており、これは1866年（慶応2年）に起きた吉野川の大洪水である「寅の大水」を記録したものである。

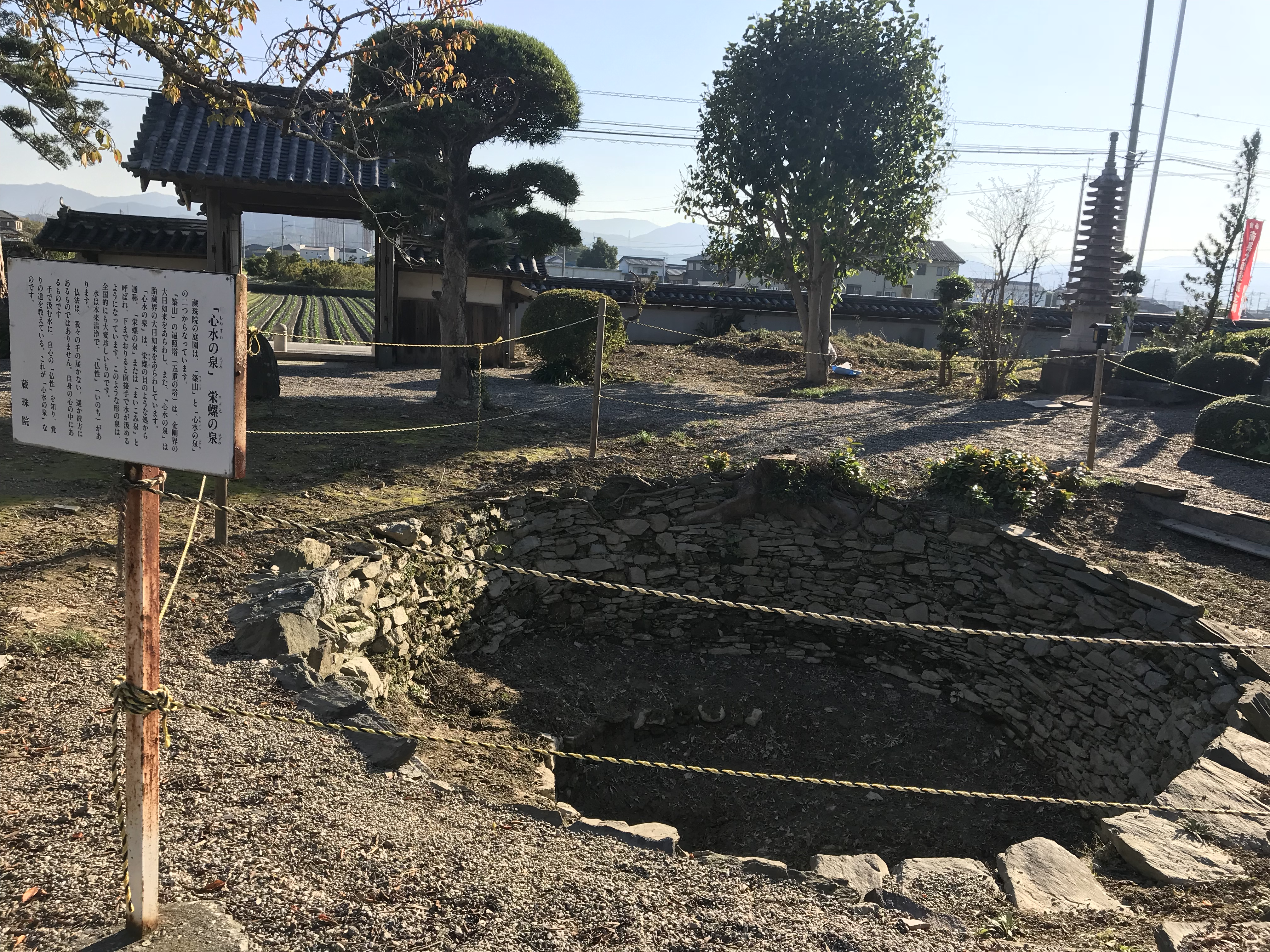
まいまい井戸
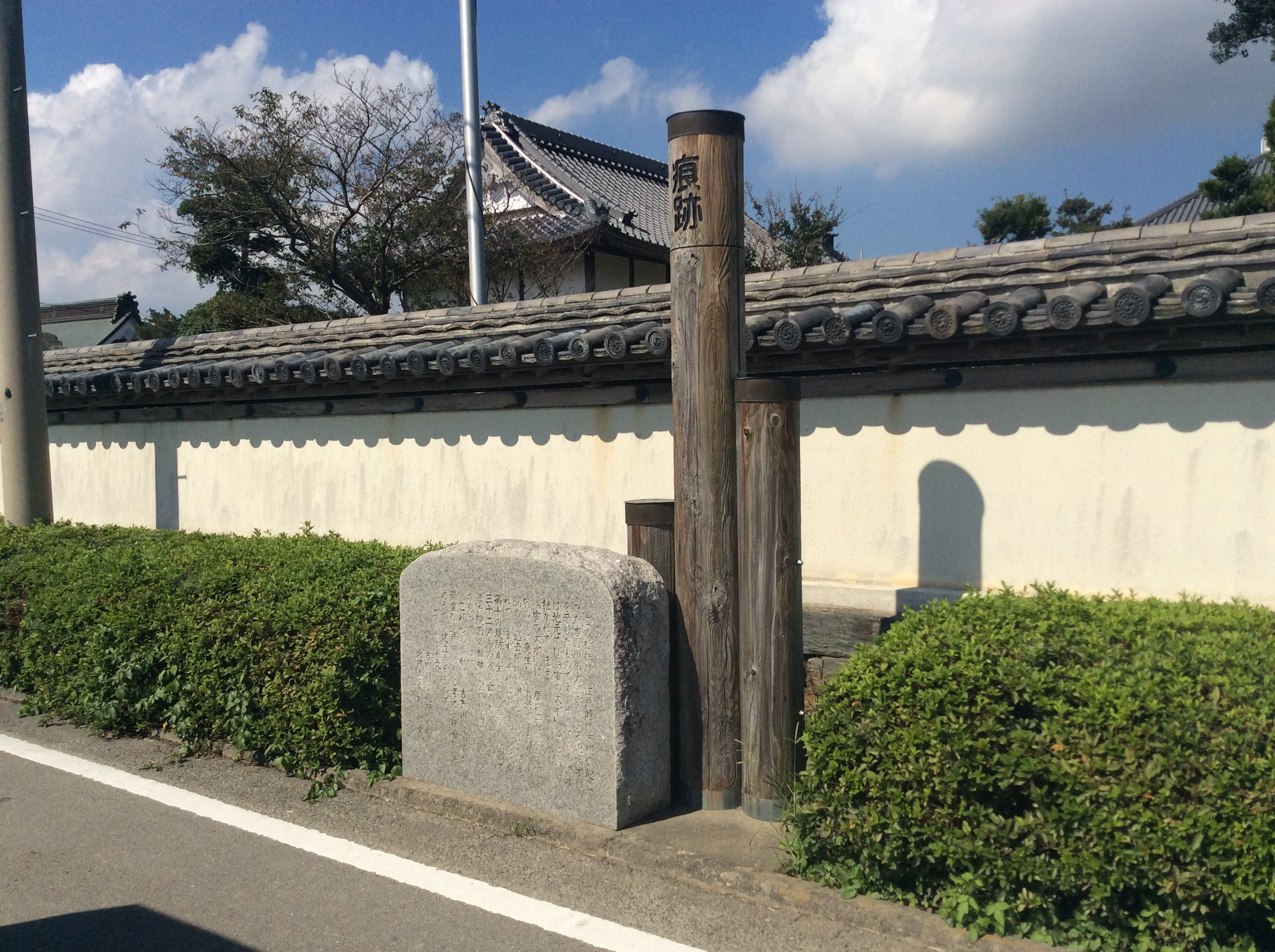
大水の標柱

## 交通
- 徳島バス・竜王団地線（日開経由）フジグラン石井行き「芝原東」下車徒歩約10分。